# Orai
Orai är en stad i den indiska delstaten Uttar Pradesh, och är den administrativa huvudorten för distriktet Jalaun. Staden hade 187 137 invånare vid folkräkningen 2011, med förorter 190 575 invånare.